# Richard Kahn
Richard Ferdinand Kahn (Hampstead, 10 augustus 1905 - 6 juni 1989) was een Brits econoom.
Kahn werd geboren in het gezin van Augustus Kahn, een Duitse, orthodoxe Joodse schoolmeester en Regina Schoyer. Hij groeide op in Engeland en werd opgeleid aan de St Paul's School in Londen. Kahn behaalde in 1927 een Bachelor of Arts in de natuurwetenschappen aan King's College, een van de colleges van de Universiteit van Cambridge, waar hij een tweede klasse in de Natuurwetenschappen in de Tripos behaalde. Hij volgde in 1927-1928 colleges economie bij Gerald Shove en John Maynard Keynes. In 1930 werd hij tot Fellow aan King's College verkozen. In 1946 werd Kahn benoemd tot Commandeur in de Orde van het Britse Rijk.
De ongetwijfeld meest opmerkelijke bijdrage van Kahn aan de economische wetenschap is zijn principe van de multiplier. De multiplier is de verhouding tussen de stijging van de geaggregeerde uitgaven en de stijging van het netto nationaal product (output). Het is de stijging in de geaggregeerde uitgaven (bijvoorbeeld de overheidsuitgaven) die de stijging van de productie (of het inkomen) veroorzaakt.
In 1965 kreeg Richard Kahn de titel Baron Kahn of Hampstead in de London Borough of Camden.
- Bibliothèque nationale de France: cb122778155 (data)
- CiNii: DA01936026
- Gemeinsame Normdatei: 170311406
- International Standard Name Identifier: 0000 0001 0877 464X
- Library of Congress Control Number: n82131794
- Nationale Bibliotheek van Letland: 000196232
- Mathematics Genealogy Project: 232364
- Bibliotheek van het Japanse parlement: 00445049
- Nationale Bibliotheek van Tsjechië: vse20231181577
- Nationale Bibliotheek van Israël: 987007273012905171
- Nederlandse Thesaurus van Auteursnamen: 068188110
- SNAC: w6h23mrm
- Système universitaire de documentation: 073262684
- Trove: 1156061
- Virtual International Authority File: 20699428
- WorldCat: E39PBJhhr96k3vVPgDCpQ38jYP